# Svjetsko prvenstvo u motociklizmu 2002. – MotoGP
Svjetsko prvenstvo u motociklizmu u klasi MotoGP je svoje prvo izdanje imalo u sezoni 2002., zamijenivši dotadašnju klasu 500cc. Prvenstvo je osvojio talijanski vozač Valentino Rossi na motociklu Honda RC211V u momčadi Repsol Honda Team. 

## Korišteni motocikli
Kako je ovo bila prva sezona klase MotoGP, istovremeno su korišteni motocikli MotoGP (četverotaktni do 990cm3) specifikacija i dotadašnji 500cc dvotaktni motocikli. "Tvorničke" momčadi su koristile MotoGP motocikle od početka sezone, dok su "satelitske" momčadi od početka sezone koristile 500cc motocikle (dio satelitskih momčadi je tijekom sezone prešao na MotoGP motocikle). 
| konstruktor | MotoGP        | 500cc                |
| ----------- | ------------- | -------------------- |
| Aprilia     | RS Cube       |                      |
| Honda       | RC211V        | NSR500               |
| Kawasaki    | Ninja ZX-RR   |                      |
| Proton KR   |               | KR3                  |
| Suzuki      | GSV-R (XRE0)  |                      |
| Yamaha      | YZR-M1 (0WM1) | YZR500 (0WL9) YZR500 |

## Raspored utrka i osvajači postolja
2002. godine je bilo na rasporedu 16 trkačih vikenda Svjetskog prvenstva i na svima su vožene utrke u klasi MotoGP.
| rb | datum               | staza                       | utrka                 | službeni naziv utrke                            | pole poz.         | motocikl  | naj.krug        | motocikl | pobjednik       | motocikl | drugoplasirani  | motocikl | trećeplasirani    | motocikl | izvj.                                                                   |
| -- | ------------------- | --------------------------- | --------------------- | ----------------------------------------------- | ----------------- | --------- | --------------- | -------- | --------------- | -------- | --------------- | -------- | ----------------- | -------- | ----------------------------------------------------------------------- |
| 1  | 7. travnja 2002.    | Suzuka                      | VN Japana             | SKYY vodka Grand Prix of Japan                  | Valentino Rossi   | Honda     | Valentino Rossi | Honda    | Valentino Rossi | Honda    | Akira Ryō       | Suzuki   | Carlos Checa      | Yamaha   | [ 1 ] [ 2 ] [ 3 ] [ 4 ] [ 5 ] [ 6 ] [ 7 ] [ 8 ] [ 9 ] [ 10 ] [ 11 ]     |
| 2  | 21. travnja 2002.   | Phakisa Freeway             | VN Južne Afrike       | Africa's Grand Prix                             | Valentino Rossi   | Honda     | Tōru Ukawa      | Honda    | Tōru Ukawa      | Honda    | Valentino Rossi | Honda    | Loris Capirossi   | Honda    | [ 1 ] [ 2 ] [ 3 ] [ 4 ] [ 5 ] [ 12 ] [ 13 ] [ 14 ] [ 15 ] [ 16 ]        |
| 3  | 5. svibnja 2002.    | Jerez                       | VN Španjolske         | Gran Premio Marlboro de España                  | Valentino Rossi   | Honda     | Valentino Rossi | Honda    | Valentino Rossi | Honda    | Daijirō Katō    | Honda    | Tōru Ukawa        | Honda    | [ 1 ] [ 2 ] [ 3 ] [ 4 ] [ 5 ] [ 17 ] [ 18 ] [ 19 ] [ 20 ] [ 21 ]        |
| 4  | 19. svibnja 2005.   | Le Mans - Bugatti           | VN Francuske          | Polini Grand Prix de France                     | Valentino Rossi   | Honda     | Valentino Rossi | Honda    | Valentino Rossi | Honda    | Tōru Ukawa      | Honda    | Max Biaggi        | Yamaha   | [ 1 ] [ 2 ] [ 3 ] [ 4 ] [ 5 ] [ 22 ] [ 23 ] [ 24 ] [ 25 ] [ 26 ]        |
| 5  | 2. lipnja 2002.     | Mugello                     | VN Italije            | Gran Premio Cinzano d'Italia                    | Valentino Rossi   | Honda     | Tōru Ukawa      | Honda    | Valentino Rossi | Honda    | Max Biaggi      | Yamaha   | Tōru Ukawa        | Honda    | [ 1 ] [ 2 ] [ 3 ] [ 4 ] [ 5 ] [ 27 ] [ 28 ] [ 29 ] [ 30 ] [ 31 ]        |
| 6  | 16. lipnja 2002.    | Catalunya (Barcelona)       | VN Katalonije         | Gran Premi Marlboro de Catalunya                | Max Biaggi        | Yamaha    | Valentino Rossi | Honda    | Valentino Rossi | Honda    | Tōru Ukawa      | Honda    | Carlos Checa      | Yamaha   | [ 1 ] [ 2 ] [ 3 ] [ 4 ] [ 5 ] [ 32 ] [ 33 ] [ 34 ] [ 35 ] [ 36 ]        |
| 7  | 29. lipnja 2002.    | Assen                       | VN Nizozemske         | Gauloises Dutch TT                              | Valentino Rossi   | Honda     | Valentino Rossi | Honda    | Valentino Rossi | Honda    | Alex Barros     | Honda    | Carlos Checa      | Yamaha   | [ 1 ] [ 2 ] [ 3 ] [ 4 ] [ 5 ] [ 37 ] [ 38 ] [ 39 ] [ 40 ] [ 41 ] [ 42 ] |
| 8  | 14. srpnja 2002.    | Donnington Park             | VN Britanije          | Cinzano British Grand Prix                      | Valentino Rossi   | Honda     | Valentino Rossi | Honda    | Valentino Rossi | Honda    | Max Biaggi      | Yamaha   | Alex Barros       | Honda    | [ 1 ] [ 2 ] [ 3 ] [ 4 ] [ 5 ] [ 43 ] [ 44 ] [ 45 ] [ 46 ] [ 47 ] [ 48 ] |
| 9  | 21. srpnja 2002.    | Sachsenring                 | VN Njemačke           | Cinzano Motorrad Grand Prix Deutschland         | Olivier Jacque    | Yamaha    | Valentino Rossi | Honda    | Valentino Rossi | Honda    | Max Biaggi      | Yamaha   | Tōru Ukawa        | Honda    | [ 1 ] [ 2 ] [ 3 ] [ 4 ] [ 5 ] [ 49 ] [ 50 ] [ 51 ] [ 52 ] [ 53 ] [ 54 ] |
| 10 | 25. kolovoza 2002.  | Brno                        | VN Češke Republike    | Gauloises Grand Prix České republiky            | Max Biaggi        | Yamaha    | Daijirō Katō    | Honda    | Max Biaggi      | Yamaha   | Daijirō Katō    | Honda    | Tōru Ukawa        | Honda    | [ 1 ] [ 2 ] [ 3 ] [ 4 ] [ 5 ] [ 55 ] [ 56 ] [ 57 ] [ 58 ] [ 59 ] [ 60 ] |
| 11 | 8. rujna 2002.      | Estoril                     | VN Portugala          | Grande Premio Marlboro de Portugal              | Carlos Checa      | Yamaha    | Valentino Rossi | Honda    | Valentino Rossi | Honda    | Carlos Checa    | Yamaha   | Tōru Ukawa        | Honda    | [ 1 ] [ 2 ] [ 3 ] [ 4 ] [ 5 ] [ 61 ] [ 62 ] [ 63 ] [ 64 ] [ 65 ]        |
| 12 | 21. rujna 2002.     | Jacarepaguá (Nelson Piquet) | VN Rio de Janeira     | Cinzano Rio Grand Prix                          | Max Biaggi        | Yamaha    | Carlos Checa    | Yamaha   | Valentino Rossi | Honda    | Max Biaggi      | Yamaha   | Kenny Roberts Jr. | Suzuki   | [ 1 ] [ 2 ] [ 3 ] [ 4 ] [ 5 ] [ 66 ] [ 67 ] [ 68 ] [ 69 ] [ 70 ]        |
| 13 | 6. listopada 2002.  | Twin-Ring Motegi            | VN Pacifika           | Gauloises Pacific Grand Prix of Motegi          | Daijirō Katō      | Honda     | Alex Barros     | Honda    | Alex Barros     | Honda    | Valentino Rossi | Honda    | Loris Capirossi   | Honda    | [ 1 ] [ 2 ] [ 3 ] [ 4 ] [ 5 ] [ 71 ] [ 72 ] [ 73 ] [ 74 ] [ 75 ] [ 76 ] |
| 14 | 13. listopada 2002. | Sepang                      | VN Malezije           | Gauloises Malaysian Motorcycle Grand Prix       | Alex Barros       | Honda     | Max Biaggi      | Yamaha   | Max Biaggi      | Yamaha   | Valentino Rossi | Honda    | Alex Barros       | Honda    | [ 1 ] [ 2 ] [ 3 ] [ 4 ] [ 5 ] [ 77 ] [ 78 ] [ 79 ] [ 80 ] [ 81 ]        |
| 15 | 20. listopada 2002. | Phillip Island              | VN Australije         | SKYY VODKA Australian Grand Prix                | Jeremy McWilliams | Proton KR | Valentino Rossi | Honda    | Valentino Rossi | Honda    | Alex Barros     | Honda    | Tōru Ukawa        | Honda    | [ 1 ] [ 2 ] [ 3 ] [ 4 ] [ 5 ] [ 82 ] [ 83 ] [ 84 ] [ 85 ] [ 86 ] [ 87 ] |
| 16 | 3. studenog 2002.   | Valencia (Ricardo Tormo)    | VN Zajednice Valencia | Gran Premio Marlboro de la Comunitat Valenciana | Max Biaggi        | Yamaha    | Alex Barros     | Honda    | Alex Barros     | Honda    | Valentino Rossi | Honda    | Max Biaggi        | Yamaha   | [ 1 ] [ 2 ] [ 3 ] [ 4 ] [ 5 ] [ 88 ] [ 89 ] [ 90 ] [ 91 ] [ 92 ] [ 93 ] |

VN Južne Afrike – također navedena kao VN Afrike 

VN Francuske – utrka prekinuta nakon 21 od predviđenih 28 krugova zbog jake kiše 

VN Nizozemske – također navedena kao Dutch TT, odnosno TT Assen 

VN Britanije – također navedena kao VN Velike Britanije 

VN Rio de Janeira – također navedena kao VN Rija, odnosno VN Brazila 

VN Zajednice Valencia - također navedena kao VN Valencije

## Poredak za vozače
Sustav bodovanja
Bodove osvaja prvih 15 vozača u utrci. 
| pozicija u utrci | 1. | 2. | 3. | 4. | 5. | 6. | 7. | 8. | 9. | 10. | 11. | 12. | 13. | 14. | 15. |
| bodovi           | 25 | 20 | 16 | 13 | 11 | 10 | 9  | 8  | 7  | 6   | 5   | 4   | 3   | 2   | 1   |

| mj. | vozač                    | konstruktor  | bm | momčad (tim)                           | motocikl                                  | bodova |
| --- | ------------------------ | ------------ | -- | -------------------------------------- | ----------------------------------------- | ------ |
| 1.  | Valentino Rossi          | Honda        | 46 | Repsol Honda Team                      | Honda RC211V                              | 355    |
| 2.  | Max Biaggi               | Yamaha       | 3  | Marlboro Yamaha                        | Yamaha YZR-M1 (0WM1)                      | 315    |
| 3.  | Tōru Ukawa               | Honda        | 11 | Repsol Honda Team                      | Honda RC211V                              | 209    |
| 4.  | Alex Barros              | Honda        | 4  | West Honda Pons                        | Honda NSR500 Honda RC211V                 | 204    |
| 5.  | Carlos Checa             | Yamaha       | 7  | Marlboro Yamaha                        | Yamaha YZR-M1 (0WM1)                      | 141    |
| 6.  | Norifumi Abe             | Yamaha       | 6  | Antena 3 Yamaha d'Antín                | Yamaha YZR500 (0WL9) Yamaha YZR-M1 (0WM1) | 129    |
| 7.  | Daijirō Katō             | Honda        | 74 | Fortuna Honda Gresini                  | Honda NSR500 Honda RC211V                 | 117    |
| 8.  | Loris Capirossi          | Honda        | 65 | West Honda Pons                        | Honda NSR500                              | 109    |
| 9.  | Kenny Roberts Jr         | Suzuki       | 10 | Telefonica Movistar Suzuki             | Suzuki GSV-R                              | 99     |
| 10. | Olivier Jacque           | Yamaha       | 19 | Gauloises Yamaha Tech 3                | Yamaha YZR500 (0WL9) Yamaha YZR-M1 (0WM1) | 81     |
| 11. | Shin'ya Nakano           | Yamaha       | 56 | Gauloises Yamaha Tech 3                | Yamaha YZR500 (0WL9) Yamaha YZR-M1 (0WM1) | 68     |
| 12. | Nobuatsu Aoki            | Proton KR    | 9  | Proton Team KR                         | Proton KR3                                | 63     |
| 13. | Jurgen van den Goorbergh | Honda        | 17 | Kanemoto Racing                        | Honda NSR500                              | 60     |
| 14. | Jeremy McWilliams        | Proton KR    | 99 | Proton Team KR                         | Proton KR3                                | 59     |
| 15. | John Hopkins             | Yamaha       | 21 | Red Bull Yamaha WCM                    | Yamaha YZR500 (0WL9)                      | 58     |
| 16. | Sete Gibernau            | Suzuki       | 15 | Telefonica Movistar Suzuki             | Suzuki GSV-R                              | 51     |
| 17. | Tetsuya Harada           | Honda        | 31 | Pramac Honda Racing Team               | Honda NSR500                              | 47     |
| 18. | Akira Ryō                | Suzuki       | 33 | Telefonica Movistar Suzuki Team Suzuki | Suzuki GSV-R                              | 41     |
| 19. | Régis Laconi             | Aprilia      | 55 | MS Aprilia Racing                      | Aprilia RS Cube                           | 33     |
| 20. | Garry McCoy              | Yamaha       | 8  | Red Bull Yamaha WCM                    | Yamaha YZR500 (0WL9)                      | 33     |
| 21. | Shin'ichi Itō            | Honda        | 72 | Team HRC Kanemoto Racing               | Honda RC211V Honda NSR500                 | 13     |
| 22. | Alex Hofmann             | Yamaha Honda | 66 | Red Bull Yamaha WCM West Honda Pons    | Yamaha YZR500 Honda NSR500                | 11     |
| 23. | José Luis Cardoso        | Yamaha       | 30 | Antena 3 Yamaha d'Antín                | Yamaha YZR500                             | 9      |
| 24. | Jean-Michel Bayle        | Yamaha       | 18 | Red Bull Yamaha WCM                    | Yamaha YZR500                             | 5      |
| 25. | Wataru Yoshikawa         | Yamaha       | 45 | Yamaha Racing Team                     | Yamaha YZR-M1                             | 4      |
| 25. | Andrew Pitt              | Kawasaki     | 84 | Kawasaki Racing Team                   | Kawasaki ZX-RR                            | 4      |
| 26. | Pere Riba                | Yamaha       | 20 | Antena 3 Yamaha d'Antín                | Yamaha YZR500                             | 4      |

 
u ljestvici vozači koji su osvojili bodove u prvenstvu  

## Poredak za konstruktore
Sustav bodovanja
Bodove za proizvođača osvaja najbolje plasirani motocikl proizvođača među prvih 15 u utrci. 
| pozicija u utrci | 1. | 2. | 3. | 4. | 5. | 6. | 7. | 8. | 9. | 10. | 11. | 12. | 13. | 14. | 15. |
| bodovi           | 25 | 20 | 16 | 13 | 11 | 10 | 9  | 8  | 7  | 6   | 5   | 4   | 3   | 2   | 1   |

Honda prvak u poretku konstruktora. 
| mj. | konstruktor      | bod |
| --- | ---------------- | --- |
| 1.  | Honda            | 390 |
| 2.  | Yamaha           | 272 |
| 3.  | Suzuki           | 143 |
| 4.  | Proton Proton KR | 96  |
| 5.  | Aprilia          | 33  |
| 6.  | Kawasaki         | 4   |

 u ljestvici konstruktori koji su osvojili bodove u prvenstvu 

## Poredak za momčadi (timove)
Sustav bodovanja
Bodove za timove (momčadi) osvajaju vozači tima koji su plasirani među prvih 15 u utrci, ujedno i osvajači bodova za poredak vozača. 
| pozicija u utrci | 1. | 2. | 3. | 4. | 5. | 6. | 7. | 8. | 9. | 10. | 11. | 12. | 13. | 14. | 15. |
| bodovi           | 25 | 20 | 16 | 13 | 11 | 10 | 9  | 8  | 7  | 6   | 5   | 4   | 3   | 2   | 1   |

Repsol Honda Team (tvornička momčad Honde)  osvojila prvenstvo za momčadi.  
| mj. | momčad                     | konstruktor      | bod |
| --- | -------------------------- | ---------------- | --- |
| 1.  | Repsol Honda Team          | Honda            | 546 |
| 2.  | Marlboro Yamaha Team       | Yamaha           | 356 |
| 3.  | West Honda Pons            | Honda            | 319 |
| 4.  | Telefónica Movistar Suzuki | Suzuki           | 150 |
| 5.  | Gauloises Yamaha Tech 3    | Yamaha           | 149 |
| 6.  | Antena 3 Yamaha d'Antín    | Yamaha           | 131 |
| 7.  | Proton Team KR             | Proton Proton KR | 122 |
| 8.  | Fortuna Honda Gresini      | Honda            | 117 |
| 9.  | Red Bull Yamaha WCM        | Yamaha           | 101 |
| 10. | Kanemoto Racing            | Honda            | 60  |
| 11. | Pramac Honda Racing Team   | Honda            | 47  |
| 12. | MS Aprilia Racing          | Aprilia          | 33  |

 u ljestvici momčadi (timovi) koji su osvojili bodove u prvenstvu 

## Vanjske poveznice
- (engl.) motogp.com
- (fr.) racingmemo.free.fr, LES CHAMPIONNATS DU MONDE DE VITESSE MOTO
- (engl.) motorsportstats.com, MotoGP
- (fr.) pilotegpmoto.com
- (nizoz.) jumpingjack.nl, Alle Grand-Prix uitslagen en bijzonderheden, van 1973 (het jaar dat Jack begon met racen) tot heden.
- (engl.) motorsport-archive.com, MotoGP World Championship :: Overview, wayback arhiva
- (engl.) the-sports.org, Moto - Moto GP - Prize list
- (engl.) motorsportmagazine.com, World Motorcycle Championship / MotoGP
- (engl.) europark.com, Roadracing Championship Databook / FIM-GP, WSBK and World Sidecar
- (engl.) motorsporttop20.com, Motorcycle Championships
- (engl.) progcovers.com, Motor Racing Programme Covers / FIM Grand Prix World Championship Programmes / 500cc Class / MotoGP
- (tal.) it.wikipedia.org, Risultati del motomondiale 2002